# Андрейково (Талдомский городской округ)
Андрейково — деревня в Талдомском районе Московской области России. Входит в сельское поселение Квашёнковское. 

## География
Расположена на севере Московской области, в северной части Талдомского района, примерно в 14 км к северо-востоку от центра города Талдома, на правом берегу впадающей в Хотчу реки Тазомойки (бассейн Угличского водохранилища). Ближайшие населённые пункты — деревни Игумново, Жеребцово и Парашино.

## История
На карте Тверской губернии 1853 года А. И. Менде — Поливановка.
В «Списке населённых мест» 1862 года Андрейково (Поливановка) — владельческая деревня 2-го стана Калязинского уезда Тверской губернии по левую сторону Дмитровского тракта, в 42 верстах от уездного города, при речке Мойке, с 9 дворами и 54 жителями (26 мужчин, 28 женщин).
По данным 1888 года входила в состав Озерской волости Калязинского уезда, проживало 13 семей общим числом 78 человек (38 мужчин, 40 женщин).
По материалам Всесоюзной переписи населения 1926 года — деревня Игумновского сельского совета Гражданской волости Ленинского уезда Московской губернии, проживало 66 жителей (30 мужчин, 36 женщин), насчитывалось 16 хозяйств, среди которых 12 крестьянских.
С 1929 года — населённый пункт в составе Ленинского района Кимрского округа Московской области.
Постановлением ЦИК и СНК от 23 июля 1930 года округа́ как административно-территориальные единицы были ликвидированы. Постановлением Президиума ВЦИК от 27 декабря 1930 года городу Ленинску было возвращено историческое наименование Талдом, а район был переименован в Талдомский.
1963—1965 гг. — Андрейково в составе Дмитровского укрупнённого сельского района.
В 1973 году Игумновский сельсовет был упразднён, деревня Андрейково передана Квашёнковскому сельсовету.
В 1994 году Московской областной думой было утверждено положение о местном самоуправлении в Московской области, сельские советы как административно-территориальные единицы были преобразованы в сельские округа.
1994—2006 гг. — деревня Квашёнковского сельского округа Талдомского района.
2006—2009 гг. — деревня сельского поселения Ермолинское Талдомского района.
В 2009 году деревня Андрейково вошла в состав сельского поселения Квашёнковское Талдомского района Московской области, образованного путём выделения из состава сельского поселения Ермолинское.

## Население
| 1859 | 1888 | 1926 | 2002 | 2006 | 2010 |
| ---- | ---- | ---- | ---- | ---- | ---- |
| 54   | ↗78  | ↘66  | ↘2   | →2   | ↘1   |